# Полуостров Сетубал
Субрегион Полуостров Сетубал (порт. Península de Setúbal) — выделявшийся до 2015 года экономико-статистический субрегион в центральной Португалии. Включался в состав Лиссабонского региона. Включает в себя часть округа Сетубал.
Территория — 1 421 км². Население — 772 405 человек. Плотность населения — 543,6 чел/км².

## География
Субрегион граничит:
- на севере — субрегионы Большой Лиссабон и Лезирия-ду-Тежу
- на востоке — субрегион Алентежу-Сентрал
- на юге — Атлантический океан и субрегион Алентежу-Литорал
- на западе — Атлантический океан

## Муниципалитеты
Субрегион включает в себя 9 муниципалитетов округа Сетубал:
- Алкошете
- Алмада
- Баррейру
- Мойта
- Монтижу
- Палмела
- Сезимбра
- Сейшал
- Сетубал